# 王式丹故居
王式丹故居，位于江苏省扬州市宝应县安宜镇学墩社区运河路264号，系康熙四十二年（1703年）状元王式丹（1645-1718）故居，占地面积210平方米，建筑面积185平方米。大门朝西，开在西厢房。